# هاوس لابز
هاوس لابز لیدی گاگا (به‌صورت ساده هاوس لابز؛ در گذشته با عنوان هاوس لابراتوریز) برند لوازم آرایشی آمریکایی وگان و بدون منابع جانوری توسط لیدی گاگا در ۱۷ سپتامبر ۲۰۱۹ بنیان‌گذاری شده است.